# RUR-PLE
RUR - Python Learning Environment (Environnement d'apprentissage du Python) ou RUR-PLE est un outil éducatif qui aide les enfants (ou les plus grands) à apprendre le langage de programmation Python de manière amusante.
L'enfant écrit un programme qui contrôle les mouvements d'un robot virtuel affiché à l'écran à travers une ville constituée d'un grille rectangulaire de rues (horizontalement) et d'avenues (verticalement).
RUR-PLE peut comprendre toutes les instructions de Python et n'est donc pas limité.
Il est disponible en plusieurs langues, dont le français. Il inclut une série de 48 leçons avec des exemples de programmes et d'environnements du robot à tester.
Aujourd'hui, la version de RUR-PLE est obsolète. Le Monde de Reeborg est une version en ligne et améliorée de RUR-PLE.